# Highway Star (EXILE THE SECONDのアルバム)
『Highway Star』（ハイウェイ スター）は、EXILE THE SECONDの3枚目のオリジナル・アルバム。2018年3月28日にrhythm zoneから発売。

## 概要
前作『BORN TO BE WILD』から約1年振りのアルバム。EXILE THE SECOND通算3作目のオリジナル・ニューアルバム。
「CD」「CD+DVD」「CD+Blu-ray」「CD+DVD3枚組」 「CD+Blu-ray Disc3枚組」、「CD+DVD3枚組＋ルーム＆ファブリックミスト[BOXケース入り]（FC・モバイルSHOP限定）」「CD+Blu-ray3枚組ルーム＆ファブリックミスト[BOXケース入り]」 の全7形態で発売。
CDには、シングル収録5曲に加え、アルバム初収録曲8曲の合計13曲を収録。映像Disc（Music Video）には、シングル「 Summer Lover」、「 Route 66」、そしてアルバム初収録となる「アカシア」のMusic Videoを全てフルバージョンで収録。初回生産限定盤は、全形態共通のCD＋Music Video Disc、さらに2017年のEXILE THE SECOND出演のライブシーンからセレクトした映像や、活動に密着したドキュメントも収録。更に初回生産限定盤にはフォトブックが封入されている。
「CD+DVD3枚組＋ルーム＆ファブリックミスト[BOXケース入り]（FC・モバイルSHOP限定）」「CD+Blu-ray3枚組ルーム＆ファブリックミスト[BOXケース入り]」はシングル曲のタイトルにもなっているアカシアの花の香りをイメージしたメンバー監修のルーム＆ファブリックミストをセットした商品で、SECONDにちなんだ2222点限定で発売。
本作は、“未開の道に轍を刻み、6つのルートが拓かれた。さらなる先を目指しハイウェイを突き進む。”というテーマのもと制作された。アルバムのタイトルは、ハードロックバンドディープ・パープルの名曲と同名。

## 収録曲

### Disc1（CD）
1. Route 66
  - 作詞：SHOKICHI, YVES&ADAMS / 作曲：SKY BEATZ, CHRIS HOPE, SHOKICHI
  - IDOM「ガリバー大創業祭」CMソング [7]
  - 日本テレビ系『スッキリ!!』2017年9月度エンディングテーマ
2. アカシア
  - 作詞：SHOKICHI / 作曲：SKY BEATZ, CHRIS HOPE, SHOKICHI
3. 花鳥風月
  - 作詞：SHOKICHI / 作曲：COMMAND FREAKS, FAST LANE, RICO GREENE
4. Summer Lover
  - 作詞：YVES&ADAMS / 作曲：DJ first, Daniel Durn, Katrine”Neya“Klith
  - デリシャカス2017 テーマソング[8]
  - 鴨川シーワールド 2017年夏 テーマソング[8]
5. POW!
  - 作詞：SHOKICHI, P-CHO / 作曲：DJ B=BALL, SHOKICHI, P-CHO / 編曲：DJ B=BALL
6. Sex Me Up feat.DEEP
  - 作詞：SHOKICHI, TAKA, YUICHIRO, KEISEI, RYO / 作曲：UTA, SHOKICHI
7. Body
  - 作詞：TAKANORI (LL BROTHERS), ALLY / 作曲：SHOKICHI, UTA, SUNNY BOY, Anita McCloud, Brandon Rogers
8. HEROES
  - 作詞：SHOKICHI / 作曲：HENRIK Nordenback, SIRUS, MoonChild
  - バンダイナムコオンライン「ガンダムヒーローズ」主題歌[9]
9. 日昇る光に 〜Pray for Now〜
  - 作詞：SHOKICHI / 作曲：SHOKICHI, Mitsu.J, Dirty Orange
  - 全日本柔道連盟 応援ソング[10]
10. Back 2U
  - 作詞：SHOKICHI / 作曲：Ryosuke Imai, SUNNY BOY, Brandon Rogers, Anita McCloud
  - EXILE SHOKICHIソロ名義の楽曲[11]
11. Young Forever
  - 作詞：SHOKICHI / 作曲：SKY BEATZ, CHRIS HOPE, SHOKICHI
12. On My Way
  - 作詞：SHOKICHI / 作曲：T-SK, Taku Tanaka, MoonChild, Elen Berg
13. Last Goodbye
  - 作詞：SHOKICHI / 作曲：UTA, SUNNY BOY, Anita McCloud, SHOKICHI

### Disc2（DVD / Blu-ray Disc）
EXILE THE SECOND 2017 LIVE SELECTION & MEGA MIX
PART-1 2017年 LIVE MEGA MIX
1. Going Crazy SPECIAL MEGA MIX
2. 24/7 Cruisin'
3. Mo Bounce
4. One Time One Life
5. let it go
6. Beautiful Angel
7. Dear…
8. Machine Gun Funk
9. Rock City
10. Dirty Secret
11. ASOBO!
12. SUPER FLY
13. BUMP UP
14. SURVIVORS
15. Shut up!! Shut up!! Shut up!!
16. Step into my party
17. Route 66
18. Choo Choo TRAIN with EXILE TAKAHIRO

PART-2 2017年 BEST LIVE SELECTION
【a-nation 2017@味の素スタジアム】(2017.8.26)
1. YEAH!! YEAH!! YEAH!!
2. Summer Lover
【イナズマロック フェス 2017@滋賀県草津市 烏丸半島芝生広場】
3. Choo Choo TRAIN with 西川貴教
【DANCE EARTH FESTIVAL 2017 @幕張海浜公園Gブロック特設会場】 (2017.10.15)
4. HERE WE GO
5. Sex Me Up
6. Body
7. CLAP YOUR HANDS
【EXILE THE SECOND LIVE TOUR 2017-2018 ‶ROUTE 6･6"@大阪城ホール】(2017.12.24)
8. クリスマス・イブ
9. LAST CHRISTMAS
10. Going Crazy
PART-3 On MY Way Studio Live Session

### Disc3（DVD / Blu-ray Disc）
- The Creation of Highway Star -Documentary-

### Disc4（DVD / Blu-ray Disc）
1. Route 66 (Music Video)
2. Summer Lover (Music Video)
3. アカシア (Music Video)